# Новий Влохув
Новий Влохув (пол. Nowy Włochów) — село в Польщі, у гміні Стомпоркув Конецького повіту Свентокшиського воєводства.
У 1975-1998 роках село належало до Келецького воєводства.